# VDA-FS
VDA-FS è un formato di dati creato per lo scambio di informazioni tra diversi sistemi CAD.
VDA-FS è l'abbreviazione di Verband der Automobilindustrie - Flächenschnittstelle (che in tedesco significa "Associazione dell'industria automobilistica - Interfaccia dati di superficie").
Con questa interfaccia di dati si possono trasferire solo informazioni in 3D, ma nessuna informazione sul disegno, come invece è possibile con i formati IGES e STEP.
Il VDA-FS è principalmente usato per convertire dati 3D tra sistemi CAD come CATIA, NX, Pro/ENGINEER e Tebis.